# Visió cega
La visió cega (en anglès blindsight) és un fenomen en què els pacients amb ceguesa causada per lesions a l'escorça visual primària (V1), poden respondre a estímuls visuals, tot i que afirmen que no els poden veure.
Aquesta funció visual residual inclou la capacitat de discriminació voluntària en absència total de consciència. La visió conservada ve del corrent dorsal, via que s'estén el voltant de l'escorça visual primària i que porta informació visual, s'encarrega de analitzar el moviment d'un objecte en l'espai, permet tenir la sensació de moviment, parpelleig i contrast. És més fàcil captar aquestes caraquetístiques que el reconeixement d'un objecte.Aquesta visió residual, subcortical, no és única d'aquests pacients. És present en tots nosaltres i podria ser responsable d'alguns aspectes del nostre comportament o hi podria estar relacionada, com ara la intuïció, els prejudicis, el lliure albir, l'atracció física, la consciència de grup, etc.
La majoria dels estudis en Blindsight han estat desenvolupats en pacients que tenen ceguesa només en un costat del seu camp visual. A aquests pacients amb lesions del còrtex estriat se'ls demana que detectin, localitzin i discriminin entre estímuls visuals que els són presentats en seu costat cec, usualment en una situació de resposta forçada o endevinalla, tot i que no siguin capaços de realment veure l'estímul.

## Classificació
Inicialment, Weiskrantz va dividir la visió cega en dos grups principals: tipus 1 i tipus 2.

### Visió cega tipus 1
La visió cega tipus 1 es caracteritza per l'habilitat d'endevinar els estímuls visuals en quant a localització o tipus de moviment sense tenir consciència de l'estímul. El pacient és completament inconscient de qualsevol estímul en el seu camp cec.

### Visió cega tipus 2
En la visió cega tipus 2 els pacients diuen tenir la sensació de que ha existit algun canvi en l'àrea cega, per exemple, sensació de moviment, però sense la referència d'un percepte visual.Cowey i Weiskrantz van especular que els micos podrien detectar els estímuls visuals mostrats en els seus camps defectuosos "notant", i aprenent la rellevància d'una tendència a fer un moviment sacàdic dels ulls provocat per un objectiu visual. Avui en dia, i tot i que aquestes dues definicions són perfectament vàlides, es coneix que existeixen aspectes més complexos d'aquest fenomen, i per això s'han establert noves classificacions amb subtipus molt més concrets.

#### Visió cega afectiva
La visió cega afectiva és l'habilitat de registrar fisiològicament i/o discriminar entre diferents estímuls "emocionals" com rostres feliços o sorruts.

#### Visió cega d'acció
Aquest tipus de visió cega consisteix en l'habilitat dels pacients de fer moviments sacàdics dels ulls o assenyalar a un estímul present en el seu camp cec sense posseir cap percepció conscient d'ell.

#### Visió cega atencional
Aquells pacients els quals les seves funcions residuals podem dir que es basen, fins a cert punt, en un processament atencional d'estímuls al camp cec, presenten visió cega atencional.

#### Agnosopsia
Agnosopsia vol dir literalment "no saber el que un veu ". Aquest tipus de visió cega es presenta en pacients que tenen la capacitat de fer judicis perceptuals precisos sobre estímuls en el seu camp cec tot i posseir una falta completa de qualsevol percepció conscient.

## Estructures implicades
S'han torbat 14 regions cerebrals que formen part de la visió cega. Aquestes regions inclouen retino-receptors subcorticals, com el col·licle superior i el nucli pulvinar, l'amígdala, i zones extraestriades al llarg del corrent visual dorsal i ventral, que s'estén des del lòbul occipital fins al parietal i escorces temporals.
El lòbul occipital (situat a la zona més posterior del cervell humà) s'encarrega de processar les imatges rebudes del sistema visual, entre d'altres. Els ulls, receptors de les imatges, i la zona on es processen estan justament en els extrems del cap, i per tant, han de creuar tot el cervell per arribar-hi. Quan es produeixen danys en aquesta zona, i els ulls, nervis òptics, i altres estructures es troben en perfecte estat, segueixen rebent la informació de tot allò que veuen, segueixen emmagatzemant informació que no és processada i passada per la part conscient.

## Teories explicatives
Les habilitats de visió cega semblen estar determinades per una via visual extraestriada. La informació visual presentada en el camp presumptament cec utilitza projeccions directes d'estructures subcorticals per assolir àrees visuals extraestriades sense passar per V1. Una de les vies més importants que trobem després de lesions a l'escorça visual primària és aquella que viatja desde l'ull directament fins al col·licle superior al mesencèfal. Molts autors consideren que són aquesta via i les seves projeccions indirectes a l'escorça cerebral les que intervenen en el fenomen de visió cega. Aquesta via arribaria les àrees de l'escorça visual extraestriada mitjançant el nucli pulvinar.
Altres autors defensen la teoria de la seva explicació mitjançant "illes" de visió residual a la meitat cega del cap visual dels pacients. És a dir, porcions de V1 a la pròpia lesió que seguirien en funcionament serien les responsables d'aquestes capacitats. Aquesta explicació sembla poc probable actualment en humans.

## Evidència en animals
En un experiment del 1995, els investigadors van intentar demostrar que els micos amb lesions a l'escorça estriada o fins i tot sense, també podien tenir visió cega. Es va observar que els resultats eren similars als que obtenien els éssers humans.
Un altre estudi del 1995 va intentar demostrar que els micos també podien ser conscients dels moviments en el seu camp visual afectat tot i no ser conscients de la presència d'un objecte estàtic. Es va demostrar que la capacitat del mico per detectar el moviment és diferent a la seva capacitat per detectar conscientment un objecte estàtic en el seu camp visual afectat, i va aportar proves sobre que una lesió a l'escorça estriada té un paper important en la causa de la visió cega.
Anys després es va comparar les dades recollides en micos amb dades d'un sol pacient humà amb visió cega. La regió cortical estriada de la persona es va lesionar a causa d'un traumatisme a l'edat de vuit anys, no era conscient de res dins del seu camp visual dret. En canvi, en els micos, es va extirpar quirúrgicament l'escorça estriada de l'hemisferi esquerra. En comparar els resultats de les proves fetes en el pacient humà i en els micos, els invastigadors van arribar a la conclusió que es poden trobar patrons similars de respostes en les dues espècies davant d'estímuls en el camp visual afectat.